# Gravity (musikalbum)
Gravity är ett studioalbum av den irländska musikgruppen Westlife. Det gavs ut den 22 november 2010 och innehåller 12 låtar.

## Låtlista
| Nr  | Titel                       | Längd |
| --- | --------------------------- | ----- |
| 1.  | Beautiful Tonight           | 4:00  |
| 2.  | Safe                        | 3:53  |
| 3.  | Chances                     | 4:46  |
| 4.  | I Will Reach You            | 3:21  |
| 5.  | Closer                      | 4:06  |
| 6.  | The Reason                  | 3:53  |
| 7.  | Tell Me It's Love           | 4:18  |
| 8.  | I Get Weak                  | 3:42  |
| 9.  | Before It's Too Late        | 4:09  |
| 10. | No Ones Gonna Sleep Tonight | 3:53  |
| 11. | Difference In Me            | 3:29  |
| 12. | Too Hard to Say Goodbye     | 4:44  |

## Listplaceringar
| Lista         | Topplacering |
| ------------- | ------------ |
| Mexiko        | 90           |
| Nederländerna | 76           |
| Nya Zeeland   | 22           |
| Schweiz       | 50           |
| Sverige       | 46           |